# Kanton Joué-lès-Tours-Sud
Kanton Joué-lès-Tours-Sud (francouzsky Canton de Joué-lès-Tours-Sud) je francouzský kanton v departementu Indre-et-Loire v regionu Centre-Val de Loire. Tvoří ho pouze jižní část města Joué-lès-Tours.